# 西斯 (星際大戰)

星球大戰西斯教團標誌

西斯是《星球大战》系列中的黑暗戰士。
它亦可以指两种不同但相联系的群体，一般为人所知的是第一种，即一群與絕地同樣使用光劍作武器及共同具有黑暗原力信仰的原力使用者，往往把消灭绝地作为追求目标的群体；另一种则是指远古时期接近人形的物种西斯，这些原始的西斯都发源自卡里班，后来被黑暗绝地所征服同化。
西斯戰士和绝地武士一样掌握原力和光剑，但与保卫和平与和谐的绝地武士不同，西斯戰士在仇恨、憤怒和貪婪等情緒的驅使下，追求力量、权力，代表了原力的黑暗面。西斯戰士的光剑大多數都发红光，与绝地武士的绿或藍色光剑不同。

## 西斯的歷史

### 起源
西斯最早是一個種族，發源於科里班（Korriban）星球。大約在雅汶戰役前28000年左右，科里班出了一位偉大的統治者——阿達斯王（King Adas）。他通過連年的征戰終於統一了科里班上所有的部落、民族和國家，成為傳奇式的西斯尊主（Sith'ari）。但當時的西斯還處於前太空時代，不具備星際旅行的能力，直到拉卡塔人（Rakatan）到來。拉卡塔人是銀河系第一個大一統政權——無限帝國（Infinite Empire）的創建者。拉卡塔人起先表現出文明傳播者的形象，把先進的科技傳授給落後的西斯人，但後來卻暴露了其入侵者的真面目——妄圖奴役西斯人。在阿達斯王的領導下，英勇不屈的西斯人奮起反抗，最終趕走了看似強大的拉卡塔入侵者。戰後，西斯人利用拉卡塔人遺留下的星際飛船開始太空殖民。他們征服周邊星系，遷都錫奧斯特（Ziost）星球。在天文上，這片西斯活動的空域被稱為「西斯空間」。在歷史上，這個由西斯人建立的星際政權被稱為「阿達西斯帝國」。阿達斯的西斯帝國畢竟是一個強扭的星際文明，先進的科學技術和落後的社會制度之間不可調和的矛盾導致阿達斯王駕崩後，帝國迅速土崩瓦解，西斯文明嚴重倒退，直到一群黑暗絕地派人士的到來。

### 形成
在大約二萬四千五百年前，原力的黑暗面開始被一些絕地戦士發現。當他們發現原力的「真正」力量可以通過憤怒的情緒 而非像他們師傅教導的沉思 達到，就滑向了原力的黑暗面。這些黑暗絕地派人士在他們的首領 仙度（其中一個最早沉迷於原力的黑暗面的絕地戦士，並且引誘眾多絕地戦士墮入原力的黑暗面，引發了反對銀河共和國的叛亂）領導下，和光明絕地武士之間爆發了一場曠日持久的戰爭，這場戰爭被稱為「千年戰爭」。最後的結果是黑暗絕地派人士被舊共和國流放至偏遠地區。在往後的一萬多年內，絕地組織一直以為黑暗原力所帶來的威脅已經被其以光明原力完全消除，但在大約七千年前， 以絕地大師阿君塔·帕爾（Ajunta Pall）為首的一群絕地戦士重蹈仙度等人的覆轍，墜入原力的黑暗面並與光明絕地派爆發衝突，史書稱這段時期為百年黑暗時期（Hundred-Year Darkness）， 最後黑暗絕地派戰敗並被驅逐至未知區域以迫使他們反思自己的過錯，一些黑暗絕地派人士到達曾經有着輝煌歷史的古老行星 卡里班 。

### 創立
在這個荒蕪的星球上居住著這些相對原始的類人種族：西斯人。西斯人雖然相對原始，但是對原力的感應卻很強大。一些黑暗絕地把這視為獲得附加力量的機會，於是他們推翻了在數十年前統一該星的西斯之王國（Kingdom of the Sith），接着他們建立了原西斯帝國（Original Sith Empire），企圖與舊共和國分庭抗禮，阿君塔·帕爾被尊為仁吉代（Jen'ari），後世視之為西斯組織的創立者。 很多年過去以後，黑暗絕地派人士和西斯人所誕下的混血後代出現，西斯一詞就不再被用以指稱科里班上的原居民，而開始專門被用以指稱這些後代。這些人被稱為「西斯之黑暗尊主」（Dark Lord of the Sith），西斯組織就此形成。
在原西斯帝國統治早期，有過關於西斯救者的預言。西斯救者是擁有巨大力量，能夠給原力帶來平衡的人。根據預言，西斯救者最終會毀滅西斯組織，但整個過程會由西斯組織的回歸開始，並且使他們變得比以往任何時候都更加強大。

### 絕地大屠殺
雅汶戰役5000年前的超空間戰爭以西斯大帝——弗里敦‧納德的失敗告終。弗里敦‧納德死後400年，一個絕地學徒埃克薩‧庫恩（Exar Kun）偶然在一個黑暗原力強大的星球——雅文4號衛星發現了他的墳墓。弗里敦‧納德的靈魂影響了這個絕地武士，新的西斯大帝出現，戰爭重新開始，給絕地帶來了深重的災難。許多絕地大師命喪於自己以前的學徒之手，史稱「絕地大屠殺」（Jedi Holocaust）。最終，絕地與共和國的聯合艦隊駛入雅文四號衛星上空，逼迫庫恩毀滅一切，把自己的靈魂封禁在神廟裡。

### 瑞文墮落
4個世紀以後，又一個絕地武士——瑞文被西斯皇帝維希埃特控制，新的西斯武士出現，但達斯‧瑞文沒有按照維希埃特的意志行事，自己建立了一個西斯帝國。絕地內戰開始，這場戰爭一開始西斯佔盡優勢，共和國幾乎被摧毀，雖然在絕地武士巴斯蒂拉領導的滲透及其後續行動影響下最終西斯失敗，但是絕地武士也傷亡慘重。

### 新西斯戰爭
到雅文戰役前2000年左右，絕地武士和銀河共和國通過休養生息，恢復著元氣。一位絕地大師凡尼烏斯（Phanius）墮入黑暗面，開始招收其他黑暗絕地，新的戰爭開始，稱之為：新西斯戰爭。但是由於西斯之間對於權利和力量的爭鬥，它們之間互相殘殺幾乎毀了新西斯帝國。卡恩尊主（Lord Kaan）把西斯統一在了「黑暗兄弟會」的麾下，對抗由霍斯尊主（Lord Hoth）率領的絕地「光明軍」。兩軍在魯桑（Ruusan）星球展開決戰，光明軍損失慘重，黑暗兄弟會灰飛煙滅。

### 二人法則
從這場劫難中逃出一位西斯——達斯‧班恩。他是克隆人戰爭千年前的西斯黑暗大帝，「二人法則」的創建者，他成功的將西斯轉型成為一個結構緊密的地下組織。他用世代相傳的欺騙和保密——二人法則，復興了西斯組織。
為了避免西斯間對於權力和力量的爭鬥，開始執行新的規則：僅需兩名西斯，一師一徒，不多也不少。從那時開始宇宙就只有兩位西斯武士了。二人法則將西斯的平均實力大幅提高，再也不會出現堂堂西斯武士會被一個士兵來個過肩摔或被爆能槍輕易地幹掉的事件了。

### 再度崛起
因為二人法則的實施，絕地武士團被矇騙，以為西斯已經消亡。但西斯事實上仍在暗處虎視眈眈。
西斯大帝的繼承者：達斯·西帝（白卜庭）與弟子達斯·魔在共和國紛亂之際再度回歸，在前者的陰謀下，貿易聯盟開始封鎖那卜星，雖然危機在絕地武士魁剛·金和弟子歐比王·肯諾比的努力，與那卜女王佩咪·艾米達拉的奮鬥下被解除，但埋下了共和國內戰的開端。之後達斯·西帝在那卜危機十年後一手導演了複製人戰爭的爆發。
戰爭中，億萬生靈塗炭，共和國的眾數公民決定支持他們的白卜庭議長，並集結到一起，以安全爲名修改銀河系憲法，將參議院的大部分權利轉移到了議長辦公室。BBY19年，就在杜庫伯爵死後，白卜庭向絕地武士安納金·天行者表明了自己的西斯身份，並表示自己師父普雷格斯所研習的黑暗原力技藝有能力幫助安納金拯救他的妻子。在絕地長老會針對西帝的逮捕行動失敗後，安納金投身西斯，成爲了西帝的第三任徒弟，封號爲達斯·維達。絕地武士團的所有成員均被指控叛國，並遭到了他們手下複製人士兵的背叛，幾乎絕滅。沒有了絕地武士的反對，白卜庭順利稱帝，成爲了銀河第一帝國的皇帝，終結了屹立25,000年的銀河共和國。

### 滅亡
作爲皇帝，白卜庭迅速在全銀河確立了他的絕對統治。在位期間，他建造了銀河可知的最強大的一支軍隊，並在沒有多少有效反抗的情況下統治了二十餘年。白卜庭很快拋棄了他之前的光鮮亮麗的領導者形象的僞裝，而通過以死星——一種擁有摧毀一整個行星的破壞力的超級武器——爲標志的恐怖手段進行統治。
可是隨著反抗軍同盟的崛起，當帝國軍在雅汶戰役中遭受慘敗，死星被反叛軍摧毀之後，皇帝開始逐漸失去對全銀河的絕對控制力。
ABY4年，白卜庭孤注一擲，意圖一舉消滅反叛軍聯盟以絕後患，便故意讓叛軍間諜刺探到死星二號的存在以及位於恩多行星的秘密位置。意料之中，反抗軍中了計，組織了艦隊意圖消滅皇帝、達斯·維達以及未完成的死星。隨著反叛軍聯盟落入圈套，白卜庭將路克·天行者，達斯·維達之子——相比其父親更加年輕、原力也更爲強大——帶到了自己面前，意圖將他轉換到原力黑暗面，並取代達斯·維達作爲自己的弟子。在歷經反抗軍聯盟潰敗與自己朋友死亡後，皇帝成功地讓路克陷入失落與憤怒中，自己則欣喜地觀賞著父子間的爭鬥。然而路克最終饒了他父親一命，並拒絕投身原力黑暗面。惱羞成怒的白卜庭以原力閃電試圖殺害路克。眼見兒子被皇帝擊倒而痛苦不堪，達斯·維達最終救贖了自己，覺醒並回歸原力的光明面，再度變回了安納金·天行者，並將他那驚訝的師父白卜庭丟下動力爐心的深淵，毀滅了白卜庭的肉身。這一犧牲最終實現了天選之子的預言，並帶來了西斯的覆滅。

## 西斯教条
| 平靜是個谎言，世上只有欲望。 透过欲望，我得強悍。 透过強悍，我得力量。 透过力量，我得胜利。 透过胜利，我断枷鎖。 原力将我解放。 | Peace is a lie. There is only passion. Through passion I gain strength. Through strength I gain power. Through power I gain victory. Through victory my chains are broken. The Force shall free me. |

## 西斯成员

### 达斯·泰尼布勒斯（Darth Tenebrous）
达斯·泰尼布勒斯是《天行者崛起：视觉词典》中提到的西斯黑暗领主，也是达斯·普雷格斯的师父。泰尼布勒斯的公开身份是鲁杰斯·托梅，一位传奇的手工星际飞船设计师，并被迫佩戴呼吸器。泰尼布勒斯拥有一种不寻常的能力来预见未来，包括他自己的死亡。泰尼布勒斯希望在天选之子出现后占有他们并获得永生，但他最终被普雷格斯背叛并杀死。尽管泰尼布勒斯通过进入他学徒的身体成功地逃脱了死亡，但当普雷格斯被他自己的学徒达斯·西迪厄斯杀死时，他却无能为力。泰尼布勒斯无法回到原来的身体，也无法附身于另一个人，他被诅咒在余下的时间里永远保持着模糊的灵魂。

### 达斯·普雷格斯（Darth Plagueis）
达斯·普雷格斯是一个穆雷种族的西斯领主，也是达斯·西迪厄斯的师父，并没有出现在任何星球大战系列电影，但却在《星球大战三部曲：西斯大帝的复仇》被提到。在电影中，西迪厄斯利用普雷格斯的故事引诱阿纳金·天行者走向黑暗面，声称普雷格斯的原力能力已经发展到了可以通过影响被称为“midi原核菌”的微观原力敏感实体来创造生命的程度，甚至拯救人们免于死亡。根据二人法则，普雷格斯最终在睡梦中被西迪厄斯杀死，西迪厄斯随后成为新的西斯领主，并收养了自己的学徒。
普雷格斯是传奇小说《星球大战：达斯·普雷格斯》中的主角，书中解释了他的大部分背景故事，包括他在达斯·泰尼布勒斯的训练下、对达斯·西迪厄斯的指导，以及破坏银河共和国和将绝地武士团推向废墟的早期计划。小说还揭示了普雷格斯的公开身份是黑戈·达姆斯克二世 (Hego Damsk II)，星际银行业集团的成员。

### 达斯·西迪厄斯（Darth Sidious）
达斯·西迪厄斯是一个人类种族的西斯领主，贯穿天行者传奇的终极反派，出身纳布星贵族家庭的长子，他在银河共和国的政府体系中掌权，从家乡的参议员，到银河共和国最高议长，最后自封为银河帝国皇帝。以双重身份造成银河共和国内战，并以第66號密令屠杀绝地武士。但最终在绝地归来中，被徒弟达斯·维德杀死。30年后，通过克隆科技和黑暗原力，重新复活，并试图夺回对银河系的控制，但最终被自己的孙女芮杀死，彻底灰飞烟灭。
在传奇的故事中，西迪厄斯将使用克隆技术和古老的西斯力量回归，并在几本小说和漫画的过程中以几个克隆人的身体回归。在此期间，他通过纯粹的力量和诡计短暂地将卢克·天行者转向原力的黑暗面，尽管卢克后来被他的妹妹莱娅救赎并恢复原力的光明面并一劳永逸地击败帕尔帕廷全部。在第一次死亡前不久，帕尔帕廷通过原力向玛拉·杰德发出了心灵指令，让她产生了杀死卢克的愿望。她最终完成了这一命令，杀死了卢克的克隆体，帕尔帕廷制造了卢克·天行者，试图利用他来对抗卢克·天行者，尽管这一阴谋最终因玛拉对克隆人的致命攻击而失败。